# Live: Legend I, D, Z Apocalypse
Live: Legend I, D, Z Apocalypse (stilizzato in LIVE ～LEGEND I、D、Z APOCALYPSE～) è un album-video del gruppo musicale giapponese Babymetal, pubblicato nel 2013.

## Tracce

### Legend "I"10/6/2012 at Shibuya O-East
1. Babymetal Death
2. Iine! (いいね！)
3. Kimi to Anime Ga Mitai – Answer for Animation With You (君とアニメが見たい 〜Answer for Animation With You)
4. Uki Uki ★ Midnight (ウ・キ・ウ・キ★ミッドナイト)
5. Onedari Daisakusen (おねだり大作戦)
6. Akatsuki (紅月 -アカツキ-)
7. Doki Doki ☆ Morning (ド・キ・ド・キ☆モーニング)
8. Headbangeeeeerrrrr!!!!! (ヘドバンギャー！！)
9. Ijime, dame, zettai (イジメ、ダメ、ゼッタイ)

### Legend "D" Su-metal Birthday Celebration12/20/2012 at Akasaka Blitz
1. Babymetal Death
2. Kimi to Anime Ga Mitai – Answer for Animation With You (君とアニメが見たい～Answer for Animation With You)
3. Uki Uki ★ Midnight (ウ・キ・ウ・キ★ミッドナイト)
4. White Love (Angel of Death ver.) (Speed cover)
5. Over the Future (Rising Force ver.) (Karen Girl's cover)
6. Headbangeeeeerrrrr!!!!! (Night of 15 mix) (ヘドバンギャー！！ -Night of 15 mix-)
7. Onedari Daisakusen (おねだり大作戦)
8. Doki Doki ☆ Morning (ド・キ・ド・キ☆モーニング)
9. Iine! (いいね！)
10. Ijime, Dame, Zettai (イジメ、ダメ、ゼッタイ)
11. Headbangeeeeerrrr!!!!! (ヘドバンギャー！！)
12. Tsubasa o Kudasai (Honō ver.) (翼をください -炎 ver.)

### Legend "Z"2/1/2013 at Zepp Tokyo
1. Ijime, Dame, Zettai (イジメ、ダメ、ゼッタイ)
2. Iine! (いいね！)
3. Kimi to Anime Ga Mitai – Answer for Animation With You (君とアニメが見たい～Answer for Animation With You)
4. Onedari Daisakusen (おねだり大作戦)
5. Akatsuki (紅月 -アカツキ-)
6. Uki Uki ★ Midnight (ウ・キ・ウ・キ★ミッドナイト)
7. Catch Me If You Can
8. Doki Doki ☆ Morning (ド・キ・ド・キ☆モーニング)
9. Headbangeeeeerrrrr!!!!! (ヘドバンギャー！！)
10. Babymetal Death
11. Ijime, Dame, Zettai (イジメ、ダメ、ゼッタイ)